# Kimpa Vita

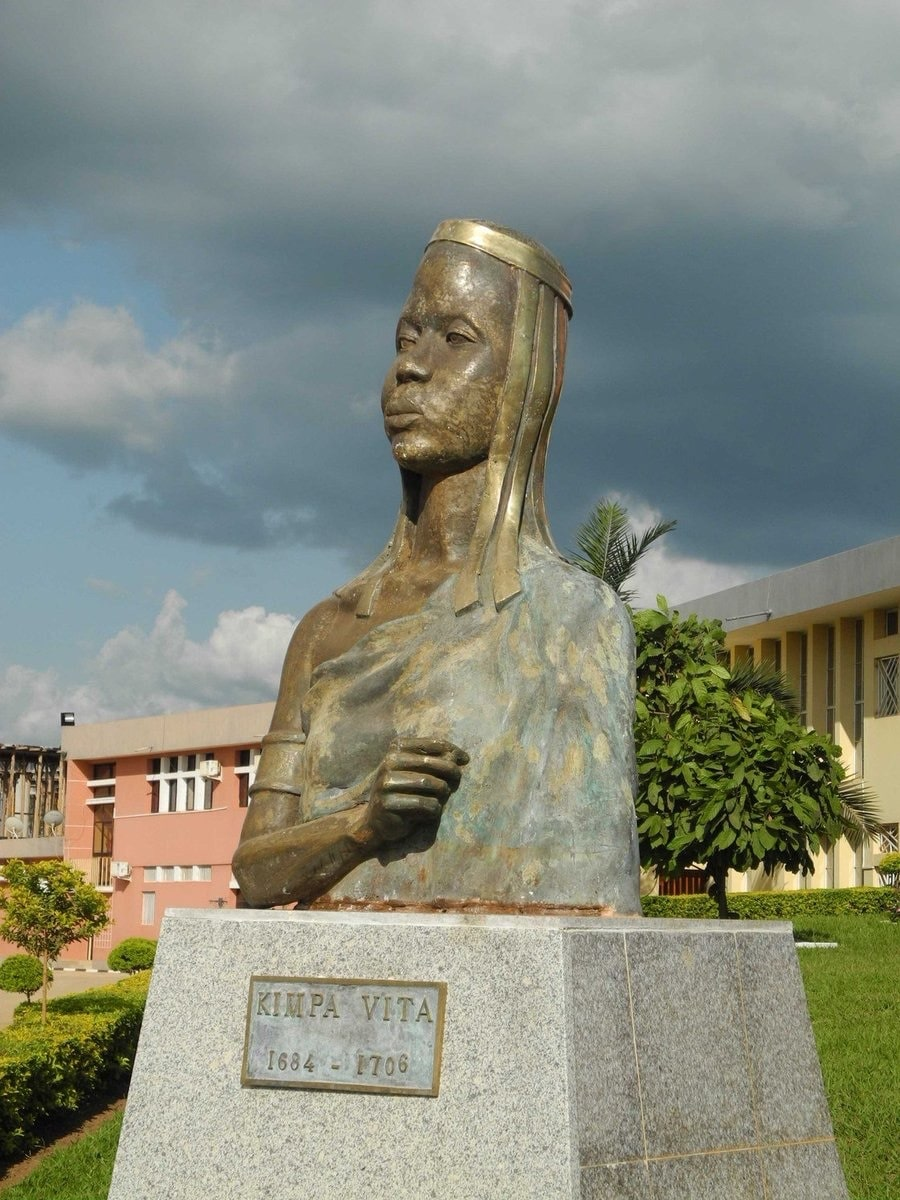

Kimpa Vita, imię chrześcijańskie Dona Beatrice (ur. ok. 1682, zm. 12 lipca 1706) – pochodząca z Królestwa Kongo prorokini, twórczyni synkretycznego kultu afrochrześcijańskiego znanego jako antonianizm.
Pochodząca z arystokratycznego rodu Kimpa Vita była nawróconą na chrześcijaństwo kapłanką boskich bliźniaków Marinda. Na chrzcie otrzymała imię Dona Beatrice. W 1704 roku miała dostąpić wizji św. Antoniego z Padwy, który jak twierdziła zmartwychwstał i zamieszkał w jej ciele. Odgrywając rolę pośrednika między ludźmi a Bogiem, głosząc kazania i czyniąc cuda, zgromadziła wokół siebie liczne grono zwolenników. Jej działalność zapoczątkowała nowy ruch religijny znany jako antonianizm, z głównym ośrodkiem w mieście São Salvador, o jednoznacznie antykolonialnym i antykatolickim charakterze, który miał przywrócić chwałę Królestwu Kongo.
Według doktryny głoszonej przez Kimpę Vitę Jezus Chrystus był Afrykaninem z plemienia Bakongo i przyszedł na świat w São Salvador. Także Apostołowie i inni święci byli Murzynami lub po śmierci odradzali się powtórnie pośród członków afrykańskich plemion. Swoim życiem Kimpa Vita pragnęła naśladować Chrystusa, w każdy piątek miała umierać i udawać się do nieba, by rozmawiać z Bogiem. Otoczyła się gronem „aniołów”, z których jeden, uznawany za św. Jana, był ojcem jej dziecka, jakoby niepokalanie poczętego. Zwolennicy nauk głoszonych przez Kimpę Vitę odrzucali większość chrześcijańskich obyczajów, w tym mszę, posty, monogamię i sakramenty, zamiast tego kładąc nacisk na przestrzeganie rodzimych afrykańskich zwyczajów. Zobowiązani byli ponadto do odrzucenia magii, wiary w moc fetyszy i europejskiego ubioru.
Wzrastająca popularność Kimpy Vity spotkała się z oporem misjonarzy, którzy namówili króla Pedro IV do uwięzienia jej, osądzenia i skazania na śmierć. 12 lipca 1706 roku została wraz ze swoim synem spalona na stosie za herezję.